# ديك والترز
ديك والترز (بالإنجليزية: Dick Walters)‏ هو مدرب كرة سلة أمريكي، ولد في 1978.